# Мазаев, Аркадий Николаевич
Арка́дий Никола́евич Маза́ев (1909—1987) — советский композитор. В 1952 году стал лауреатом Сталинской премии третьей степени.

## Биография
Аркадий Николаевич Мазаев родился 6 (19) декабря 1909 года в Царицыне (ныне Волгоград). В 1936 году окончил Музыкальный техникум имени Гнесиных, в 1948 году — МГК имени П. И. Чайковского (класс А. Н. Александрова). В годы Великой Отечественной войны служил в РККА, учился в Высшем училище военных капельмейстеров.
А. Н. Мазаев умер в 1987 году.

## Творчество
- Симфонические поэмы
  - «Ленин» (1941)
  - «Краснодонцы» (1951)
  - «Северная былина» (1958)
- Симфоническая картина к 40-летию Ленинского комсомола (1959)
- Вокально-симфонический цикл «В. И. Ленин» (1964)
- Романсы, в том числе «Листья в поле пожелтели» на стихи М. Ю. Лермонтова[1], песни, музыка к спектаклям

## Награды и премии
- Сталинская премия третьей степени — за симфоническую сюиту «Краснодонцы».